# Gartnait I dei Pitti
Gartnait, figlio di Girom (... – circa 537), è stato sovrano dei Pitti.
Secondo la Cronaca dei Pitti, regnò per sei o sette anni tra Drest IV e Cailtram, che sarebbero stati entrambi suoi fratelli.